# Ipseo (figlio di Peneo)
Ipseo (in greco antico: Ὑψεύς?, Hypséus) è un personaggio della mitologia greca e fu un re dei Lapiti.

## Genealogia
Figlio di Peneo e della naiade Creusa o di Filira (figlia del dio fluviale Asopo), ebbe dalla naiade Clidanope le figlie Alcea Temisto, Astiagia (che sposò Perifante) e Cirene, anche se su quest'ultima Igino scrive che sia sua sorella (figlia di Peneo).